# Patricia Arquette
Pour les articles homonymes, voir Arquette.
Patricia Arquette (/pəˈtɹɪʃə ɑɹˈkɛt/), née le 8 avril 1968 à Chicago, (Illinois, États-Unis), est une actrice, productrice et réalisatrice américaine.
Dans les années 1990, elle se fait connaître grâce à ses rôles dans les films True Romance, Lost Highway et À tombeau ouvert.
Entre 2005 et 2011, elle incarne la voyante Allison Dubois dans la série télévisée Médium.
En 2015, elle remporte le Golden Globe et l'Oscar de la meilleure actrice dans un second rôle pour le film Boyhood réalisé par Richard Linklater.

## Biographie

### Jeunesse et débuts
Patricia Tiffany Arquette naît le 8 avril 1968 à Chicago, en Illinois, aux (États-Unis).

### Famille
Elle est la fille de l'acteur comique Lewis Arquette et la petite-fille de Cliff Arquette. Elle est la sœur de Rosanna Arquette, Richmond Arquette, Alexis Arquette et David Arquette et l'ex belle-sœur de Courteney Cox, anciennement mariée à son frère David.
Elle passe sa jeunesse à Los Angeles et apprend le métier d'actrice auprès de divers professeurs de grand renom, dont Milton Katselas.

### Vie privée

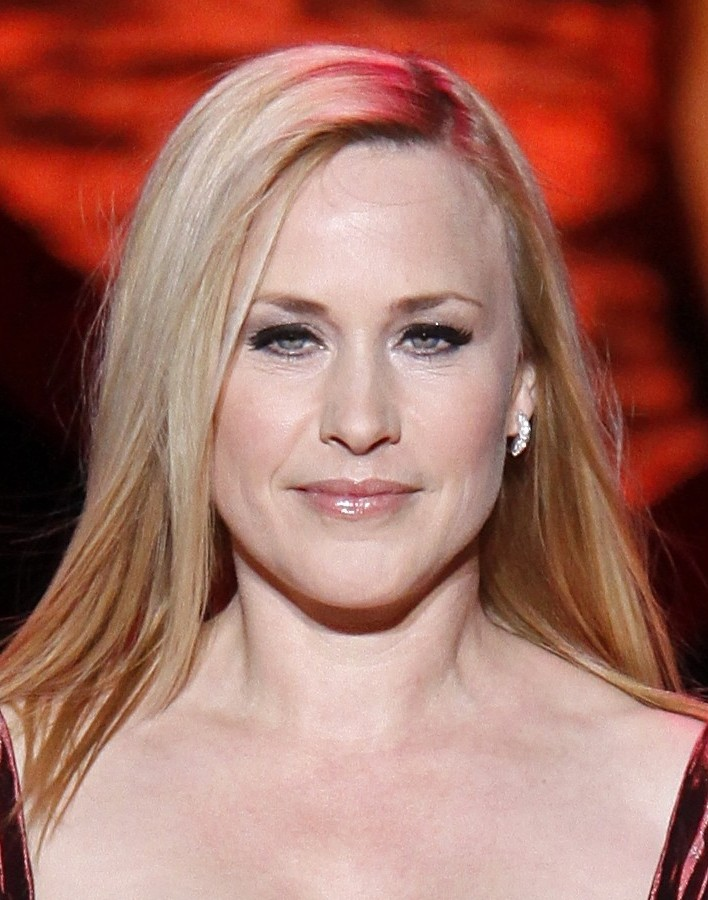
Patricia Arquette
le 19 février 2009.

Patricia Arquette a eu une relation avec le musicien Paul Rossi avec qui elle a eu un fils, Enzo, né en 1989.
Elle a été mariée à l'acteur Nicolas Cage de 1995 à 2001. En 1997, sa mère décède d'un cancer du sein.
À la suite du 11 septembre 2001, Patricia Arquette s'engage contre les crimes haineux et les discriminations commises à l'encontre des Américains musulmans. Fille d'un père catholique converti à l'islam et d'une mère juive, son implication a été motivée par sa propre expérience. Elle déclare à ce sujet : « C’est encore très compliqué pour moi de comprendre le principe de division et d’opposition entre les cultures religieuses. Mes parents aimaient tous les deux Dieu, sans doute plus que tout à part leurs enfants. Aujourd’hui, je ne suis plus religieuse mais toujours spirituelle : j’aime Dieu mais pas la bureaucratie de la religion ni les horreurs commises en son nom. »
Le 20 février 2003, elle donne naissance à une fille nommée Harlow Olivia Calliope issue de sa relation avec l'acteur Thomas Jane qu'elle épouse en mai 2006, à Venise (Italie). Début janvier 2009, elle dépose une demande de divorce mais se rétracte quelques semaines plus tard.
En 2010, le couple se sépare d'un commun accord.
De 2014 à 2023, elle est en couple avec l'artiste new-yorkais Eric White.
En 2025, elle révèle être célibataire et utiliser des applications de rencontre, durant l'émission américaine The Kelly Clarkson Show. 
Le 11 septembre 2016, sa sœur l'actrice Alexis Arquette meurt à l'âge de 47 ans des suites du sida.

### Carrière

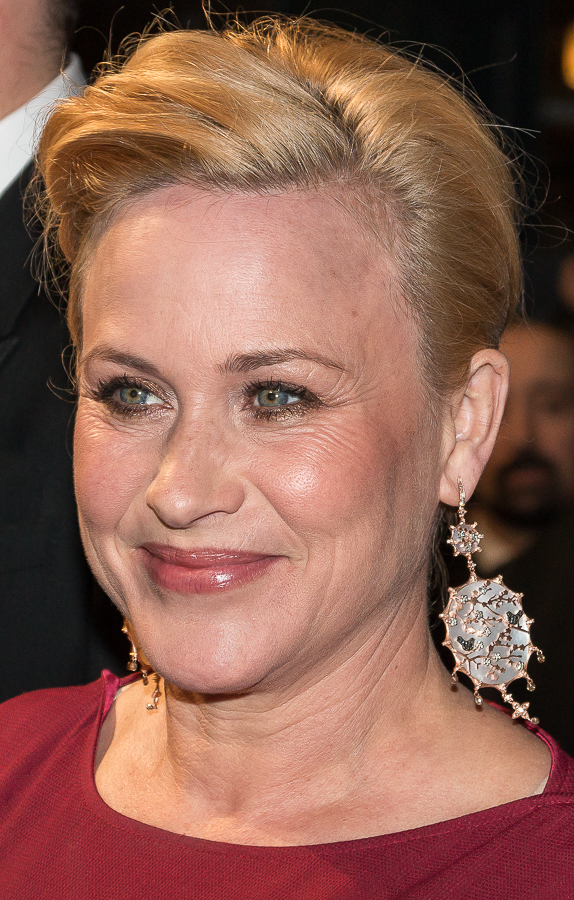
Patricia Arquette le 8 février 2015.

Elle débute en 1986 dans le film Pretty Smart de Dimitri Logothetis.
Un an plus tard, elle se fait remarquer grâce à son rôle dans le film d'horreur Les Griffes du cauchemar (A Nightmare On Elm Street 3: Dream Warriors). Elle apparaît également dans le vidéo-clip Dream Warriors du groupe Dokken, ayant signé la bande originale de ce film.
En 1991, elle participe au premier long métrage de Sean Penn : The Indian Runner.
Elle gagne également un CableACE Award pour son rôle d'une épileptique sourde dans La Petite Sauvage.
En 1993, elle est à l'affiche du film True Romance de Tony Scott aux côtés de Christian Slater.
En 1994, elle tourne dans le film Ed Wood de Tim Burton et l'année suivante dans le film Rangoon.
En 1996, elle interprète la femme de  Ben Stiller dans la comédie Flirter avec les embrouilles (Flirting with Disaster)  de David O. Russell.
En 1997, elle incarne deux personnages énigmatiques dans le thriller psychologique Lost Highway réalisé par David Lynch. La même année, elle donne la réplique à Ewan McGregor dans le film Le Veilleur de nuit.
En 1999, elle joue dans les films The Hi-Lo Country (de Stephen Frears), Stigmata (de Rupert Wainwright) et  À tombeau ouvert avec son compagnon de l'époque Nicolas Cage (dirigé par Martin Scorsese).
En 2001, elle joue le rôle d'une séduisante naturaliste à la pilosité exubérante dans la comédie dramatique Human Nature de Michel Gondry aux côtés de Tim Robbins et Rhys Ifans.
En 2005, elle gagne un Emmy Award de la meilleure actrice principale pour son rôle dans la série Médium, diffusée aux États-Unis sur la chaine NBC, et en France sur M6. Elle y joue le rôle d'Allison DuBois, une médium consultante pour le bureau du procureur Devalos.
De 2001 à 2013, elle interprète une mère sous la direction de Richard Linklater dans le film Boyhood, qui retrace 12 ans de la vie d'une famille texane.
À sa sortie en 2014, le film est un succès critique et sa performance est saluée. Elle remporte le BAFTA et le Golden Globe de la meilleure actrice dans un second rôle.
Au moment de recevoir l'Oscar de la meilleure actrice dans un second rôle, elle prononce un discours inattendu en faveur de l'égalité des droits entre hommes et femmes.
En 2015, elle tient le rôle principal de la série télévisée, Les Experts : Cyber, troisième série dérivée des Experts, diffusée dès mars 2015 sur CBS.
Elle est par ailleurs photographiée par Bruce Weber pour la marque de prêt-à-porter italienne Marina Rinaldi pour la collection automne-hiver 2015-2016,.
En 2022, elle fait ses débuts en tant que réalisatrice avec le film Gonzo Girl, adaptation du roman de Cheryl Della Pietra, dans laquelle elle dirige Camila Morrone et Willem Dafoe dans les rôles principaux. Elle est également au casting.

## Filmographie

### Actrice

#### Cinéma
- 1987 : Pretty Smart (en) de Dimitri Logothetis : Zero
- 1987 : Les Griffes du cauchemar (A Nightmare On Elm Street 3) de Chuck Russell : Kristen Parker
- 1988 : Time Out de Jon Bang Carlsen : Lucy
- 1988 : Far North (en) de Sam Shepard : Jilly
- 1990 : Prayer of the Rollerboys de Rick King : Casey
- 1991 : The Indian Runner de Sean Penn : Dorothy
- 1992 : Une belle emmerdeuse (Trouble Bound) de Jeffrey Reiner : Kit Califano
- 1992 : Inside Monkey Zetterland (en) de Jefery Levy : Grace Zetterland
- 1993 : Ethan Frome de John Madden : Mattie Silver
- 1993 : True Romance de Tony Scott : Alabama Whitman
- 1994 : Sacré mariage (Holy Matrimony) de Leonard Nimoy : Havana
- 1994 : Ed Wood de Tim Burton : Kathy O'Hara
- 1995 : Rangoon de John Boorman : Laura Bowman
- 1996 : Flirter avec les embrouilles (Flirting with Disaster) de David O. Russell : Nancy Coplin
- 1996 : Infinity de Matthew Broderick : Arline Greenbaum
- 1996 : L'Agent secret (The Secret Agent) de Christopher Hampton : Winnie Verloc
- 1997 : Lost Highway de David Lynch : Renee Madison / Alice Wakefield
- 1997 : Le Veilleur de nuit de Ole Bornedal : Katherine
- 1999 : Goodbye Lover de Roland Joffé : Sandra Dunmore
- 1999 : The Hi-Lo Country de Stephen Frears : Mona
- 1999 : Stigmata de Rupert Wainwright : Frankie Page
- 1999 : À tombeau ouvert (Bringing Out the Dead) de Martin Scorsese : Mary Burke
- 2000 : Little Nicky de Steven Brill : Valerie
- 2001 : Human Nature de Michel Gondry : Lila Jute
- 2002 : Tiptoes de Matthew Bright : Lucy
- 2002 : En eaux troubles (The Badge) de Robby Henson : Scarlett
- 2003 : La Morsure du lézard (Holes) d'Andrew Davis : Kate Barlow
- 2005 : À la recherche de Debra Winger (Searching for Debra Winger) de Rosanna Arquette : elle-même
- 2006 : Fast Food Nation de Richard Linklater : Cindy
- 2012 : Girls Attitude: Modes d'emploi (en) (Girl in Progress) de Patricia Riggen : Ms. Armstrong
- 2013 : Dans la tête de Charles Swan III (A Glimpse Inside the Mind of Charles Swan III) de Roman Coppola : Izzy
- 2013 : Vijay and I de Sam Garbarski : Julia
- 2014 : Boyhood de Richard Linklater : Olivia
- 2014 : Electric Slide de Tristan Patterson : Tina
- 2015 : The Wannabe (en) de Nick Sandow : Rose
- 2017 : Bigoudis et permanente (Permanent) de Colette Burson (en) : Jeanne Dixon
- 2019 : Nos vies après eux (Otherhood) de Cindy Chupack : Gillian Lieberman
- 2023 : Gonzo Girl (en) d'elle-même : Claudia

#### Télévision
- 1990 : Les Contes de la crypte (Four-Sided.Triangle), série télévisée : Mary Jo (saison 2, épisode 9)
- 1991 : La Petite Sauvage (Wildflower) (téléfilm) de Diane Keaton : Alice Guthrie
- 2005-2011 : Médium, série télévisée : Allison Dubois
- 2012 : New York, unité spéciale, série télévisée : Jeannie Kerns (saison 14, épisode 9)
- 2013-2014 : Boardwalk Empire, série télévisée : Sally Wheet (saisons 4 et 5)
- 2014-2016 : Les Experts : Cyber (CSI: Crime Scene Investigation) : Dr Avery Ryan (34 épisodes)
- 2015 : Inside Amy Schumer, série télévisée : Elle-même (Patricia Arquette) (saison 3, épisode 1)
- 2018 : Escape at Dannemora de Ben Stiller : Tilly Mitchell
- 2019 : The Act : Dee Dee Blanchard
- 2022 : Severance (série télévisée) : Harmony Cobel
- 2023 : High Desert (série télévisée) : Peggy

### Productrice

#### Cinéma
- 2019 : Nos vies après eux (Otherhood) de Cindy Chupack

#### Télévision
- 2009 : Médium, série télévisée : Le Génie du mal (A Person of Interest) (saison 5 épisode 3)
- 2009 : Médium, série télévisée : Dent pour dent (The First Bite is the Deepest) (saison 5 épisode 17)
- 2022 : High Desert
- 2022 : Severance (série télévisée)

#### Documentaires
- 2016 Equal Means Equal

### Réalisatrice

#### Cinéma
- 2023 : Gonzo Girl (en) d'elle-même

## Distinctions

### Nominations
- 1994 : Awards Circuit Community Awards de la meilleure distribution dans un drame biographique pour Ed Wood '1994) partagée avec Johnny Depp, Martin Landau, Sarah Jessica Parker, Jeffrey Jones, G.D. Spradlin, Vincent D'Onofrio, Bill Murray, Mike Starr, Max Casella et Lisa Marie.
- 20e cérémonie des Saturn Awards 1994 : Meilleure actrice dans un drame romantique pour True Romance de (1993).
- 2000 : Blockbuster Entertainment Awards de l'actrice préférée dans un film d'horreur pour Stigmata (1999).

- 32e cérémonie des Saturn Awards 2006 : Meilleure actrice dans une série télévisée dramatique pour Médium (2005-2011).
- 60e cérémonie des Primetime Emmy Awards 2007 : Meilleure actrice dans une série télévisée dramatique pour Médium (2005-2011).
- 33e cérémonie des Saturn Awards 2007 : Meilleure actrice dans une série télévisée dramatique pour Médium (2005-2011).
- 2014 : 20/20 Awards de la meilleure actrice dans un drame romantique pour True Romance de (1993).
- 8e cérémonie des Detroit Film Critics Society Awards 2014 : Meilleure distribution dans une comédie dramatique pour Boyhood (2014) partagée avec Ellar Coltrane, Lorelei Linklater et Ethan Hawke.
- 2014 : Dublin Film Critics Circle Awards de la meilleure actrice dans un second rôle dans une comédie dramatique pour Boyhood (2014)
- 2015 : Alliance of Women Film Journalists Awards de la meilleure actrice dans un second rôle dans une comédie dramatique pour Boyhood (2014).
- 13e cérémonie des Central Ohio Film Critics Association Awards 2015 : Meilleure actrice dans un second rôle dans une comédie dramatique pour Boyhood (2014).
- 21e cérémonie des Chlotrudis Awards 2015 : Meilleure actrice dans une comédie dramatique pour Boyhood (2014).
- 2015 : Cinema Bloggers Awards de la meilleure actrice dans un second rôle dans une comédie dramatique pour Boyhood (2014).
- 2015 : CinEuphoria Awards (es) de la meilleure actrice dans un second rôle dans une comédie dramatique pour Boyhood (2014).
- Críticos de Cinema Online Portugueses Awards 2015 : 
  - Meilleure actrice dans un second rôle dans une comédie dramatique pour Boyhood (2014).
  - Meilleure scène où séquence dans une comédie dramatique pour Boyhood (2014) partagée avec Ellar Coltrane.
- 2015 : Días de Cine Awards de la meilleure actrice étrangère dans une comédie dramatique pour Boyhood (2014)....
- 71e cérémonie des Primetime Emmy Awards 2019 : Meilleure actrice dans une série télévisée dramatique pour Escape at Dannemora (2018).
- 25e cérémonie des Critics' Choice Movie Awards 2020 : Meilleure actrice dans un second rôle dans une mini-série ou un téléfilm pour The Act (2019-).

### Récompenses
- 1993 : CableACE Awards de la meilleure actrice dans une mini-série où un téléfilm pour La Petite Sauvage (Wildflower) (1991).
- Western Heritage Awards 1999 : Lauréate du Prix Bronze Wrangler du meilleur film pour The Hi-Lo Country (1999) partagée avec Rudd Simmons (Producteur exécutif), Martin Scorsese (Producteur exécutif), Barbara De Fina (Producteur exécutif), Eric Fellner (Producteur exécutif), Tim Bevan (Producteur exécutif), Stephen Frears (Réalisateur), Walon Green (Scénariste), Woody Harrelson (Acteur principal), Billy Crudup (Acteur principal) et Sam Elliott (Acteur principal).
- Primetime Emmy Awards 2005 : Meilleure actrice dans une série télévisée dramatique pour Médium (2005-2011).
- Eyegore Awards 2007 : Lauréat du Prix Eyegore Awards.
- 10e cérémonie des Austin Film Critics Association Awards 2014 : Meilleure actrice dans un second rôle dans une comédie dramatique pour Boyhood (2014).
- 2014 : Awards Circuit Community Awards de la meilleure actrice dans un second rôle dans une comédie dramatique pour Boyhood (2014).
- 35e cérémonie des Boston Society of Film Critics Awards 2014 : Meilleure distribution dans une comédie dramatique pour Boyhood (2014) partagée avec Ellar Coltrane, Lorelei Linklater et Ethan Hawke.
- 27e cérémonie des Chicago Film Critics Association Awards 2014 : Meilleure actrice dans un second rôle dans une comédie dramatique pour Boyhood (2014).
- 20e cérémonie des Dallas-Fort Worth Film Critics Association Awards 2014 : Meilleure actrice dans un second rôle dans une comédie dramatique pour Boyhood (2014).
- 8e cérémonie des Detroit Film Critics Society Awards 2014 : Meilleure actrice dans un second rôle dans une comédie dramatique pour Boyhood (2014).
- 2014 : Film Club's The Lost Weekend de la meilleure actrice dans un second rôle dans une comédie dramatique pour Boyhood (2014).
- 19e cérémonie des Florida Film Critics Circle Awards 2014 : Meilleure actrice dans un second rôle dans une comédie dramatique pour Boyhood (2014).
- 2014 : Indiewire Critics' Poll de la meilleure actrice dans un second rôle dans une comédie dramatique pour Boyhood (2014).
- 50e cérémonie des Kansas City Film Critics Circle Awards 2014 : Meilleure actrice dans un second rôle dans une comédie dramatique pour Boyhood (2014).
- 40e cérémonie des Los Angeles Film Critics Association Awards 2014 : Meilleure actrice dans un second rôle dans une comédie dramatique pour Boyhood (2014).
- 4e cérémonie des Nevada Film Critics Society Awards 2014 : Meilleure actrice dans un second rôle dans une comédie dramatique pour Boyhood (2014).
- 80e cérémonie des New York Film Critics Circle Awards 2014 : Meilleure actrice dans un second rôle dans une comédie dramatique pour Boyhood (2014).
- 14e cérémonie des New York Film Critics Online Awards 2014 : Meilleure actrice dans un second rôle dans une comédie dramatique pour Boyhood (2014).
- 18e cérémonie des Online Film Critics Society Awards 2014 : Meilleure actrice dans un second rôle dans une comédie dramatique pour Boyhood (2014).
- 13e cérémonie des San Francisco Film Critics Circle Awards 2014 : Meilleure actrice dans un second rôle dans une comédie dramatique pour Boyhood (2014).
- 2014 : Festival international du film de Seattle de la meilleure actrice dans un second rôle dans une comédie dramatique pour Boyhood (2014).
- 23e cérémonie des Southeastern Film Critics Association Awards 2014 : Meilleure actrice dans un second rôle dans une comédie dramatique pour Boyhood (2014).
- 11e cérémonie des St. Louis Film Critics Association Awards 2014 : Meilleure actrice dans un second rôle dans une comédie dramatique pour Boyhood (2014).
- 18e cérémonie des Toronto Film Critics Association Awards 2014 : Meilleure actrice dans un second rôle dans une comédie dramatique pour Boyhood (2014).
- 14e cérémonie des Vancouver Film Critics Circle Awards 2014 : Meilleure actrice dans un second rôle dans une comédie dramatique pour Boyhood (2014).
- 2014 : Village Voice Film Poll de la meilleure actrice dans un second rôle dans une comédie dramatique pour Boyhood (2014).
- 13e cérémonie des Washington D.C. Area Film Critics Association Awards 2014 : Meilleure actrice dans un second rôle dans une comédie dramatique pour Boyhood (2014).
- 4e cérémonie des Australian Academy of Cinema and Television Arts Awards 2015 : Meilleure actrice dans un second rôle dans une comédie dramatique pour Boyhood (2014).
- 68e cérémonie des British Academy Film Awards 2015 : Meilleure actrice dans un second rôle dans une comédie dramatique pour Boyhood (2014).
- 20e cérémonie des Critics' Choice Movie Awards 2015 : Meilleure actrice dans un second rôle dans une comédie dramatique pour Boyhood (2014).
- 6e cérémonie des Denver Film Critics Society Awards 2015 : Meilleure actrice dans un second rôle dans une comédie dramatique pour Boyhood (2014).
- 30e cérémonie des Independent Spirit Awards 2015 : Meilleure actrice dans un second rôle dans une comédie dramatique pour Boyhood (2014).
- 2015 : Gold Derby Awards de la meilleure actrice dans un second rôle dans une comédie dramatique pour Boyhood (2014).
- 72e cérémonie des Golden Globes 2015 : Meilleure actrice dans un second rôle dans une comédie dramatique pour Boyhood (2014).
- 2015 : Houston Film Critics Society Awards de la meilleure actrice dans un second rôle dans une comédie dramatique pour Boyhood (2014).
- 2015 : International Online Film Critics' Poll de la meilleure actrice dans un second rôle dans une comédie dramatique pour Boyhood (2014).
- 2015 : Iowa Film Critics Awards de la meilleure actrice dans un second rôle dans une comédie dramatique pour Boyhood (2014).
- 2015 : London Critics Circle Film Awards de l'actrice de l'année dans un second rôle dans une comédie dramatique pour Boyhood (2014).
- 49e cérémonie des National Society of Film Critics Awards 2015 : Meilleure actrice dans un second rôle dans une comédie dramatique pour Boyhood (2014).
- 2015 : North Carolina Film Critics Association Awards de la meilleure actrice dans un second rôle dans une comédie dramatique pour Boyhood (2014).
- 2015 : North Texas Film Critics Association Awards de la meilleure actrice dans un second rôle dans une comédie dramatique pour Boyhood (2014).
- 2015 : Oaxaca FilmFest de la meilleure actrice dans un drame pour The Wannabe (en) (2014).
- 2015 : Oklahoma Film Critics Circle Awards de la meilleure actrice dans un second rôle dans une comédie dramatique pour Boyhood (2014).
- 2015 : Online Film & Television Association Awards de la meilleure actrice dans un second rôle dans une comédie dramatique pour Boyhood (2014).
- 87e cérémonie des Oscars 2015 : Meilleure actrice dans un second rôle dans une comédie dramatique pour Boyhood (2014).
- Festival international du film de Santa Barbara 2015 : lauréate du prix American Riviera.
- 19e cérémonie des Satellite Awards 2015 : Meilleure actrice dans un second rôle dans une comédie dramatique pour Boyhood (2014).
- 21e cérémonie des Screen Actors Guild Awards 2015 : Meilleure actrice dans un second rôle dans une comédie dramatique pour Boyhood (2014).
- GLAAD Media Awards 2017 : Lauréat du Prix Vanguard.
- 24e cérémonie des Critics' Choice Movie Awards 2019 : Meilleure actrice dans une mini-série ou un téléfilm pour Escape at Dannemora (2018).
- 76e cérémonie des Golden Globes 2019 : Meilleure actrice dans une mini-série ou un téléfilm pour Escape at Dannemora (2018).
- 2019 : Gracie Allen Awards de la meilleure actrice dans un rôle principal dans une mini-série ou un téléfilm pour Escape at Dannemora (2018).
- Festival de télévision de Monte-Carlo 2019 : lauréate du prix Nymphe d'or de la meilleure actrice dans une mini-série ou un téléfilm pour Escape at Dannemora (2018).
- 71e cérémonie des Primetime Emmy Awards 2019 : Meilleure actrice dans un second rôle dans une mini-série ou un téléfilm pour The Act (2019-).
- 25e cérémonie des Screen Actors Guild Awards 2019 : Meilleure actrice dans une mini-série ou un téléfilm pour Escape at Dannemora (2018).
- 77e cérémonie des Golden Globes 2020 : Meilleure actrice dans un second rôle dans une série, une mini-série ou un téléfilm pour The Act (2019-).

## Voix françaises
En France, Françoise Cadol est la voix française de Patricia Arquette. Véronique Volta et Brigitte Bergès l'ont doublée à trois reprises chacun.

### En France
| - Françoise Cadol dans : - Médium (série télévisée) (2005-2011) - Fast Food Nation (2006) - New York, unité spéciale (série télévisée) (2012) - Les Experts (série télévisée) (2014) - Inside Amy Schumer (série télévisée) (2015) - Les Experts : Cyber (série télévisée) (2015-2016) - Escape at Dannemora (mini-série) (2018) - The Act (série télévisée) (2019) - Nos vies après eux (2019) - Severance (série télévisée) (2022) - High Desert (série télévisée) (2023) - Véronique Volta dans : - Lost Highway (1996) - Goodbye Lover (1999) - À tombeau ouvert (1999) - Brigitte Bergès dans : - L'Agent secret (1996) - Little Nicky (2000) - En eaux troubles (2002) | - Laurence Crouzet dans : - La Morsure du lézard (2003) - Boardwalk Empire (série télévisée) (2013) et aussi - Séverine Morisot dans Les Griffes du cauchemar (1987) - Claire Guyot dans The Indian Runner (1991) - Déborah Perret dans True Romance (1993) - Claudine Grémy dans Sacré mariage ! (1994) - Sabrina Perret dans Ed Wood (1994) - Marjorie Frantz dans Flirter avec les embrouilles (1996) - Danielle Perret dans Une belle emmerdeuse (1993) - Anneliese Fromont dans Le Veilleur de nuit (1997) - Carole Franck dans The Hi-Lo Country (1999) - Virginie Ledieu dans Stigmata (1999) - Dorothée Jemma dans Human Nature (2001) - Aziliz Bourgès dans Boyhood (2014) |